# Cecília Metela Calva
Cecília Metela Calva (em latim: Caecilia Metella Calva) era filha de Lúcio Cecílio Metelo, cônsul em 142 a.C.}}, e irmã de Lúcio Cecílio Metelo Dalmático e Quinto Cecílio Metelo Numídico.
Ela foi casada com Lúcio Licínio Lúculo, pretor em 104 a.C.. Em vez de fazer o papel de uma virtuosa mulher casada, Cecília Calva se envolveu em uma sucessão de escândalos, principalmente com os escravos, o que eventualmente levou ao divórcio. Ela foi mãe de Lúcio Licínio Lúculo (cônsul em 74 a.C.) e Marco Terêncio Varrão Lúculo (cônsul em 73 a.C.).